# Le Journal d'un fou (film, 1987)
Pour les articles homonymes, voir Le Journal d'un fou.
Pour plus de détails, voir Fiche technique et Distribution.
Le Journal d'un fou est un film français réalisé par Roger Coggio, sorti en 1987.

## Synopsis
Un petit fonctionnaire vivant dans la misère décide d'arrêter de travailler, ne supportant plus sa condition. Il perd peu à peu la notion du temps.

## Fiche technique
- Titre : Le Journal d'un fou
- Titre anglais : Diary of a Madman
- Réalisation : Roger Coggio
- Scénario : Bernard-G. Landry, Roger Coggio, d'après le roman Le Journal d'un fou de Nikolai Gogol
- Photographie : Claude Lecomte
- Montage : Hélène Plemiannikov, Adeline Yoyotte
- Musique : Jean Musy
- Lieu de tournage : Senlis, Oise, France
- Société de production :  Films A2, Lydie Média
- Genre : drame
- Durée : 89 minutes
- Date de sortie: 
  - France : 30 septembre 1987

## Distribution
- Roger Coggio : Poprichtchine
- Fanny Cottençon : Sophie
- Yvette Étiévant : Mavra
- Jean-Pierre Darras : Le directeur
- Charles Charras : Le chef de section
- Marc Cholodenko : Tieplov